# Lièvre de Mandchourie
Lepus mandshuricus · Lièvre mandchou
Espèce
Répartition géographique
Statut de conservation UICN

 LC  : Préoccupation mineure
Synonymes
- Lepus melainus Li & Luo, 1979

Le Lièvre de Mandchourie (Lepus mandshuricus) est une espèce de mammifères de la famille des Léporidés. Le Lièvre de Mandchourie, parfois appelé Lièvre mandchou se rencontre dans le Nord-Est de la Chine, en Russie dans le bassin du fleuve Amour et dans les hautes montagnes du Nord de la Corée du Nord. Il est présent dans des habitats forestiers et l'UICN le classe comme espèce à menace de moindre préoccupation d'extinction.

## Description
Un lièvre de Mandchourie adulte pèse environ 2 kg et a une longueur de corps de 40 à 48 cm. La queue mesure généralement 4,5 à 7,5 cm de longueur et les oreilles mesurent 7,5 à 10,4 cm de long. Comparativement au Lièvre coréen, le Lièvre de Mandchourie a ses pattes postérieures relativement plus courtes et ses oreilles relativement plus longues. Un mélanisme, dû à un polymorphisme génétique existe chez ce lièvre de Mandchourie et a même été décrit comme une espèce séparée sous le nom de Lepus melainus.

## Taxonomie
Le Lièvre de Mandchourie (Lepus mandshuricus) a été décrit pour la première fois en 1861 par le zoologiste prussien Gustav Radde. Cinq autres espèces de lièvres du genre Lepus sont présentes en Asie orientale : le Lièvre chinois (L. sinensis), le Lièvre variable (L. timidus), le Lièvre coréen (L. coreanus ), le Lièvre du Japon (L. brachyurus) et le Lièvre brun (L. capensis). 
Alors qu'il était reconnu comme une espèce à part entière par Sowerby et Loukashkin, Ellerman et Morrison-Scott l'ont placé en 1951 comme sous-espèce de Lepus brachyurus sur la base de caractéristiques phénotypiques telles que les dents et la mesure du crâne. En 2005, il est classé comme espèce séparée sur la base du séquençage du gène du Cytochrome b, du gène 12S, du gène ND4 et d'autres régions d'ADN.

## Répartition
Le Lièvre de Mandchourie est une espèce de lièvre endémique de l'Est de la Russie et du Nord-Est de la Chine. Sa répartition s'étend vers l'Est à partir de la région de la rivière Oussouri en passant par les provinces chinoises de Heilongjiang, Jilin, Liaoning, et de Mongolie-Intérieure et s'étend jusqu'au Nord de la Corée du Nord où sa répartition peut chevaucher celle du lièvre coréen. On le trouve dans les forêts et il préfère les forêts mixtes aux forêts de conifères. Il a tendance à éviter les zones ouvertes et à se tenir à l'écart des établissements humains. Il est présent à des altitudes allant jusqu'à 900 m.

## Conservation
Le lièvre de Mandchourie a une large distribution et est présent dans un certain nombre de réserves. Sa principale menace est la dégradation de son habitat forestier et la propagation conséquente du lièvre de Tolai (Lepus tolai) qui se reproduit de manière prolifique et avec lequel il est incapable de rivaliser. La taille et la tendance de sa population actuelle sont inconnues, et l'UICN a évalué son état de conservation comme étant "de moindre préoccupation".